# 中国穆斯林进行曲
中国穆斯林进行曲是一首回族抗日革命歌曲，由著名作曲家王洛宾根据马步芳的要求于1939年（民国二十八年）在青海西宁谱写。并由由其带领的青海儿童抗战剧团在多地，如在西宁小教场 、山陕会馆，演出、进行抗日宣传。并在青海回族青年中广为传唱。词曲被刊登至《中国回教救国协会会刊》上，在西北回族军队中被广泛传唱，甚至深入之穆斯林社区中，如香港中华回教博爱社。但也有说法是这个曲是由李廷弼从新疆带到青海的。原文是维吾尔语。

## 歌词
|                            | 我们是青年人，中国的青年人， 青年要领导大众，向前迈进， 我们爱教，更爱祖国， 青年的穆斯林勇敢前进。 侵略者进攻把他打回去， 侵略者进攻大家起来拼， 用我们的热血发扬穆圣精神， 用我们的热血教训敌人。 我们是青年人，青年要领导着大众向前进， 用我们热血捍卫祖国，青年的穆斯林勇敢前进 |
| ——王洛宾，中国穆斯林进行曲 | |